# Дозоло
До̀золо (на италиански: Dosolo, на местен диалект: Dösul, Дьозул) е малко градче и община в Северна Италия, провинция Мантуа, регион Ломбардия. Разположено е на 25 m надморска височина. Населението на общината е 3500 души (към 2014 г.).